# 德井義實
德井義實（日语：徳井 義実，1975年4月16日—），為日本搞笑藝人，京都府京都市出生，為吉本興業旗下藝人，所屬搞笑藝人團體「Tutorial（チュートリアル）」。

## 經歷
1975年4月16日出生于京都府京都市。
在高中時代與友人模仿搞笑團體「Tutorial（チュートリアル）」的漫才後開始對漫才產生了興趣，之後與友人組成了名為「赤とんぼ」（紅蜻蜓）的團體，在學園祭等舞台上表演了漫才。也曾在日本節目『天才・たけしの元気が出るテレビ!!』的「搞笑甲子園」中進入初賽。
在預備校（等於台灣的補習班）時期，被高中同學瀨戶所邀請，進入了吉本綜合藝能學院。在畢業前夕瀨戶因要與女友結婚提出解散的要求，所組成的團體「チューイング」就停止了活動，德井則一邊上大學一邊從事模特等工作。
後來在從小一起長大的友人福田充德的邀請下，組成了搞笑團體「チュートリアル」。而チュートリアル也在2006年得到了日本M-1大賽的優勝。
2007年德井也以個人名義參與了日本R-1大賽，和なだぎ武同分位於第一名，但決勝投票的結果以4比1變成第二名。
現在以搞笑藝人和演員、主持人等各種不同角色活躍於演藝圈中。
2019年10月，东京国税局指出德井个人及其设立的公司在近三年间有1.18亿日元未申报税款，当晚德井召開記者會会谢罪。此后媒体又發現其在2012年至2018年间共1.4亿日元未申报的漏税行为，其中2000万日元被指隐藏收入。随后德井开始活动自肅。时隔10个月后，2020年8月复归电视荧屏

## 演出作品
只列出單獨演出作品，團體的演出作品請參考チュートリアル。
TV
- スリルな夜 イケメン合衆国（富士電視台）
- クロノス （富士電視台）
- VOLLEYBALL NATION（富士電視台）
- 陣内智則のイケメン5（朝日電視台）
- 今夜比一比（日语：今夜くらべてみました）（日本电视台）

CM
- Panasonic　エコナビ（ECONAVI）（2009年9月 -　）
- ASAHI飲料　家電芸人イチオシ！家電プレゼントキャンペーン（2009年9月-　）

DVD
- 「ダイナマイト関西2006 〜オープントーナメント大会〜大喜利王決定戦」
- 「R-1ぐらんぷり2006」
- 「R-1ぐらんぷり2007」
- 「うめだ花月2周年記念DVD永久保存版」
- 「人志松本のすべらない話 其之参」
- 「初回限定！やりすぎコージーDVDBOX3」
- 「やりすぎコージーDVDBOX8」
- 「やりすぎコージーDVD6明るい所ではしゃべれない天王洲猥談」
- 「やりすぎコージーDVD15明るい所ではしゃべれない天王洲猥談 第2談」
- 「アメトーークDVD1」（家電芸人）
- 「アメトーークDVD4」（ハンサム芸人）
- 「アンナさんのおまめDVD-BOX」

PV
- 可苦可樂「5296」（PV主題為"男人的淚"。其他出演的還有水嶋ヒロ和緒形直人）
- FUNKY MONKEY BABYS「桜」（單曲封面也使用了德井的特寫照片）

電視劇
- 月曜ドラマスペシャル・一色京太郎事件ノート 京都花街連続殺人事件（1997年6月23日、TBS電視台）
- アンナさんのおまめ（2006年10月 - 12月、朝日電視台） - 飾演 間三平
- イブの夜はドラマやん!〜真実のキス〜（2006年12月24日、毎日放送） - 飾演 本間貴俊

不用關西腔演出而是以標準語飾演一位「IT社長」的角色，劇中也有出現吻戲。
- 無理な恋愛（2008年4月 - 6月、關西電視台・Media Mix Japan） - 飾演 東海林龍彦
- リセットRESET（2009年1月15日、讀賣電視台製作·日本電視台放送） - 飾演 徳井義実
- 派遣のオスカル〜少女漫画に愛をこめて（2009年8月 - 10月、NHK） - 飾演 五十嵐暁生
- 為了N（2014年10月 - 12月、TBS電視台） - 飾演 野口貴弘
- 我不是無法結婚，是不婚（2016年4月-15日－6月17日、TBS電視台）- 飾演 櫻井洋介
- 雙層公寓（2013年-現在、富士電視台、Netflix） 擔任 旁述
- 契×約 ─危險搭檔─（2022年1月13日－3月17日、讀賣電視台製作·日本電視台放送） - 飾演 田口晶

廣播
- ゴーJ!（毎日放送）固定來賓

電影
- nijiko（2007年）

「YOSHIMOTO DIRECTOR'S 100 〜100人が映画撮りました〜」（在這個企劃中德井挑戰擔任導演與主角）
- 天国はまだ遠く（2008年）

與加藤ローサ為男女主角。
- 多拉A夢 新·宇宙開拓史（2009年）

與搭檔福田一起擔任配音員。